# Пирита
Пирита (рум. Pîrîta) — село в Дубесарському районі Молдови. Утворює окрему комуну. Село розташоване на лівому березі Дністра. 